# Trådviva
Trådviva (Androsace filiformis) är en ettårig viveväxt som liknar vivorna genom bland annat bladrosetten, stjälken och blomflocken, men som skiljer sig genom ett äggformat, ej cylindriskt kronrör och ett mer vidgat blomfoder. Fröhuset är nästan klotrunt och öppnar sig genom att toppen spricker sönder i fem flikar. Rosetten består av fintandade kortskaftade blad som kan vara 2 cm långa men oftast mycket kortare. Blomstjälkarna är mycket långa i förhållande till rosettens storlek och de 5-10 blomskaften är flocken är också mycket långa. Blomfärgen är vit, blommorna är sambladiga och femtaliga. 
Trådvivan växer på fuktiga marker, på bergängar i västra USA och spritt i Europa och österut genom Ryssland och norra Kina upp till Berings Sund. I Sverige är den påträffad ett fåtal gångar, senast 2008 i ett timmerlossningsområde i Piteå I Finland är den funnen vid  Stora Ensos massafabrik i Vuoksenniska, Imatra och även där vid en timmerlossningsplats.